# Marche (Francja)

Mapa przedstawiająca przynależność terytoriów dawnej prowincji Marche do współczesnych departamentów

Marche – historyczna prowincja w środkowej Francji, zajmująca obszar w przybliżeniu odpowiadający współczesnemu departamentowi Creuse oraz północnej części departamentu Haute-Vienne.
Marche utworzone zostało w połowie X wieku, jako hrabstwo na północno-wschodniej rubieży Księstwa Akwitanii. Pierwotną stolicą było Charroux, od początku XV wieku – Guéret. Pod koniec XIV wieku w obrębie prowincji zaczęto wyróżniać część zachodnią „dolną” (Basse-Marche) i wschodnią „górną” (Haute-Marche). Prowincja istniała do rewolucji francuskiej (1789), kiedy to wprowadzony został podział kraju na departamenty.
Prowincja położona była na północno-zachodnim skraju Masywu Centralnego, na płaskowyżu, 300–500 m n.p.m. Współcześnie obszar ten jest słabo zaludniony, wykorzystywany głównie do hodowli zwierząt.